# Anyphops dulacen
Anyphops dulacen là một loài nhện trong họ Selenopidae.
Loài này thuộc chi Anyphops. Anyphops dulacen được J. A. Corronca miêu tả năm 2000.